# Báo cáo COMETA
Báo cáo COMETA (tiếng Pháp: Rapport COMETA, COMETA là từ viết tắt của COMité d'ÉTudes Approfondies) là một tài liệu thuộc về tổ chức phi lợi nhuận gọi là hiệp hội COMETA chuyên nghiên cứu hiện tượng trên không không xác định (UAP) hiện đã ngừng hoạt động. Báo cáo này dài tới 90 trang gồm ba phần riêng biệt và một phần kết luận, tổng hợp những vụ chứng kiến UFO ở Pháp và nước ngoài được nghiên cứu trong suốt sáu mươi năm qua và nhấn mạnh "các khía cạnh liên quan đến tình trạng an ninh quốc gia". Điều đặc biệt ở chỗ là báo cáo COMETA lại được giới nghiên cứu UFO bên Mỹ biết đến nhiều hơn là ở Pháp.
Bản báo cáo này do cựu chủ tịch CNES là André Lebeau soạn thảo và được đăng trên trên tạp chí VSD từng một thời thu hút sự chú ý của dư luận và truyền thông nước Pháp. Hiệp hội COMETA chính thức phát hành tài liệu này dưới dạng sách tự xuất bản vào năm 2003. Một số cuốn sách viết về UFO còn đề cập đến báo cáo này. COMETA cũng là nơi quy tụ các chuyên gia đầu ngành đến từ Viện Nghiên cứu Cao cấp về Quốc phòng (IHEDN) do Tướng Không quân Denis Letty làm Chủ tịch. Mục đích của hiệp hội này thông qua báo cáo COMETA nhằm trợ giúp các cơ quan công quyền và người dân Pháp hiểu rõ hơn về hiện tượng UFO hoặc UAP. Hiệp hội ngừng hoạt động hoàn toàn vào tháng 3 năm 2006.
Những người đóng góp cho báo cáo COMETA gồm: Jean-Jacques Velasco (thành viên của CNES, cựu giám đốc GEPAN và SEPRA), Tướng Domange của Không quân Pháp, Edmond Campagnac, cựu giám đốc kỹ thuật của hãng Air France, Giáo sư André Lebeau (viết phần mở đầu), cựu chủ tịch của CNES, và Tướng Không quân Bernard Norlain (viết đề tựa), cựu giám đốc IHEDN. 
Ngày 16 tháng 7 năm 1999, báo cáo COMETA trở thành chủ đề của một ấn bản đặc biệt của tạp chí VSD, đã bán được 70.000 bản. Báo cáo trước đây có sẵn dưới định dạng PDF kể từ năm 2009 trên trang web GEIPAN thì đến năm 2021 đã không còn sử dụng được nữa.